# Bergquell-Brauerei Löbau
La Bergquell-Brauerei Löbau est une brasserie à Löbau.

## Histoire
En 1846 est posée la première pierre d'une nouvelle brasserie, malterie et brasserie sur la Löbauer Theaterplatz. Les années qui suivent sont marquées par des transformations, des liquidations et des changements de propriétaires. Vers 1900, environ 43 000 hectolitres de bière sont brassés par an. La production se stabilise autour de ce niveau jusqu'au début de la Seconde Guerre mondiale.
Le bâtiment et l’inventaire sont relativement indemnes à la sortie de la Seconde Guerre mondiale. Peu après, la brasserie Bergquell peut reprendre sa production. En 1958, elle est transformée en société semi-publique "Bergquell-Brauerei KG". 65 000 hectolitres de bière et 10 800 hectolitres de boissons non alcoolisées sont produits.
En 1972, la brasserie semi-étatique est transférée à la propriété publique. Le nouveau nom est "VEB Bergquell-Brauerei Löbau". La production est de 82 500 hectolitres de bière et 10 600 hectolitres de boissons non alcoolisées. L'offre comprenait "Kristall", "German Pilsner", "Bockbier" et "Doppelkaramel-Malzbier". À partir de 1979, la brasserie appartient au Getränkekombinat Dresden. En 1980, 107 610 hectolitres de bière sont brassés.
En raison du début des mesures de rénovation, la brasserie cesse de brasser en octobre 1989 et est placée peu de temps après sous le contrôle de la Treuhandanstalt. À cette époque, 140 collaborateurs travaillent chez Bergquell. L'écart technologique est de 50 ans. Compte tenu des dettes accumulées, la Treuhandanstalt nomme en 1991 deux avocats liquidateurs de la brasserie Bergquell. La reconstruction commence en août sous le nom de "W & Partner Brautgesellschaft mbH".
En 1996, les premiers bâtiments de la nouvelle brasserie sont construits dans la zone industrielle de Löbau-Ouest.
En août 1999, la brasserie Bergquell est à nouveau indépendante sous la direction du nouveau propriétaire et directeur général Steffen Dittmar. La première usine d'embouteillage du nouveau site est mise en service en décembre. Sa capacité est de 7 000 bouteilles par heure. En 2003, un nouveau hall de stockage et de logistique est construit. Le système d'embouteillage doit être remplacé après cinq ans de fonctionnement ; le nouveau système gère 15 000 bouteilles par heure.
D'autres investissements suivent jusqu'en 2011. Un système de tri des bouteilles et un autre nouveau système de remplissage de bouteilles (33 000 bouteilles par heure) sont installés dans les anciens halls de stockage et de logistique. Deux nouveaux halls sont construits pour le stockage et la logistique, permettant le chargement et le déchargement des trains routiers quelle que soit la météo. EquiTherm est installé dans la brasserie à titre de projet pilote, grâce auquel environ 250 000 kWh d'énergie thermique peuvent être économisés par an dans la brasserie Bergquell Löbau. La brasserie Bergquell reçoit le prix "Best Practice Energy Efficiency" pour le projet de l'Agence allemande de l'énergie en 2013.

## Production
La "Lausitzer Porter" est produite dans la Bergquell-Brauerei depuis 1999. En raison de l'utilisation de sucre et de dioxyde de carbone supplémentaire, le fabricant renonce à se référer à la loi allemande sur la pureté et décrit son produit comme une "spécialité de bière noire".
Sur la base de la Lausitzer Porter, les variantes mixtes Porter+Punsch (2001, saison automne/hiver), Kirsch-Porter (2006) et Strawberry-Porter (2007) sont créées. Il existe également une version à bière forte appelée "Strong Porter".
Autres productions
- Bergquell 1846 Hell
- Bergquell Gold
- Bergquell Festbier (saison automne/hiver)
- Goldener Reiter
- Keller-Urtyp naturtrüb
- Kräuter Radlerin
- Lausitzer Bergbock (saison automne/hiver)
- Lausitzer Mumme ("Classic" et "Kräuter")
- Lausitzer Radler-in